# Casa Briet
La casa Briet, situada en la calle Sant Josep número 24 de Alcoy (Alicante), España, es un edificio residencial de estilo modernista valenciano construido en el año 1910, que fue proyectado por el arquitecto Timoteo Briet Montaud.

## Descripción
El edificio es obra del arquitecto contestano Timoteo Briet Montaud en 1910, que lo construyó para albergar su propia vivienda familiar.
El edificio, de dimensiones reducidas, consta de planta baja y tres plantas. Destaca la utilización de la piedra, la decoración floral y los detalles ornamentales del movimiento modernista Sezession.
En la primera planta destaca el balcón con hueco tripartito con ventanales en los laterales, que cobra protagonismo en el conjunto de la fachada.
Anteriormente a su construcción, en 1908, el mismo arquitecto realizó en el número inmediatamente contiguo a este, la casa Sant Josep 26, también de estilo modernista.